# Юрченко, Сергей Иванович
Серге́й Ива́нович Ю́рченко (род. 15 апреля 1948, Рубцовск, Алтайский край) — российский государственный и политический деятель, депутат Государственной думы VI созыва от КПРФ, член комитета Госдумы по труду, социальной политике и делам ветеранов. В ноябре 2012 г. — июле 2016 г. первый секретарь Алтайского крайкома КПРФ.

## Биография
Родился 15 апреля 1948 года в г. Рубцовске Алтайского края. Окончил в 1976 году Барнаульский Государственный педагогический институт по специальности «учитель истории и обществоведения средней школы».
Трудовую деятельность начал в 1966 году старшим пионервожатым в школе № 4 города Рубцовска. В 1967 года служил в рядах ВМФ СССР. С 1970 по 1994 годов работал в системе народного образования г. Рубцовска. С 1994 по 2000 годы депутат Рубцовского городского Собрания депутатов, заместитель главы самоуправления, председатель городского Собрания депутатов. С 2001 года заместитель председателя комитета по социальной защите населения, с 2005 года заместитель генерального директора ОАО РПКТИ. В коммунистической партии с 1973 года. С 1992 года первый секретарь Рубцовского горкома КПРФ. Избирался депутатом краевого Совета народных депутатов — с 1994 по 1996 год, а также депутатом АКЗС пятого созыва — с 2008 по 2011 год.
В 2010 году возглавил рабочий комитет сотрудников Алтайского тракторного завода («Алттрак», Рубцовск), входящего в «РАТМ-Холдинг» при организации голодовки в связи с невыплатой заработной платы. По данным прокуратуры Алтайского края, на 1 мая 2010 годадолги по зарплате перед более чем 2,5 тысячи работников «Алттрака» составляли 64,5 миллиона рублей. Предприятие имело также задолженность по выходному пособию и компенсациям за неиспользованные отпуска в размере 33,1 миллиона рублей.
В декабре 2011 года избран депутатом Государственной Думы в составе федерального списка кандидатов, выдвинутого Политической партией «Коммунистическая партия Российской Федерации»
Входит в состав комитета по социальной политике Госдумы РФ.
Женат, двое детей.
24 ноября 2012 г. 44 краевая конференция КПРФ избрала новый состав Алтайского крайкома КПРФ, на организационном пленуме которого Сергей Юрченко был избран первым секретарем краевого комитета. Сменил на этом посту М. М. Заполева.
14 сентября 2014 года принял участие в выборах на должность губернатора Алтайского края. Занял второе место, набрав 11,22 % голосов избирателей.
2 июля 2016 года пленум Алтайского крайкома КПРФ освободил Сергея Юрченко от руководства краевой парторганизацией, на должность первого секретаря крайкома была избрана 32-летняя Мария Прусакова.